# السعودية في بطولة العالم لألعاب القوى 2017
المملكة العربية السعودية شاركت في بطولة العالم لألعاب القوى 2017 في لندن, المملكة المتحدة, من 4-13 أغسطس 2017.

## النتائج
(q-مؤهل ، NM-لا علامة ، SB – الموسم أفضل)

### الرجال
أحداث المضمار و الميدان
| رياضي              | الحدث           | الجولة التمهيدية | الجولة التمهيدية | حرارة   | حرارة  | نصف النهائي     | نصف النهائي     | النهائي         | النهائي         |
| رياضي              | الحدث           | النتيجة          | الرتبة           | النتيجة | الرتبة | النتيجة         | الرتبة          | النتيجة         | الرتبة          |
| ------------------ | --------------- | ---------------- | ---------------- | ------- | ------ | --------------- | --------------- | --------------- | --------------- |
| عبد الله أبكر محمد | على بعد 100 متر | 10.23 SB         | 4 Q              | 10.31   | 32     | Did not advance | Did not advance | Did not advance | Did not advance |